# 12月5日 (旧暦)
旧暦12月5日（きゅうれきじゅうにがついつか）は旧暦12月の5日目である。六曜は仏滅である。

## できごと
- 欽明天皇元年（ユリウス暦539年12月30日） - 29代・欽明天皇が即位
- 推古天皇11年（ユリウス暦604年1月11日） - 聖徳太子が冠位十二階の制度を制定
- 貞観18年（ユリウス暦645年1月8日） - 唐の仏僧・玄奘三蔵がインドなどを巡る16年の旅から帰国
- 天智天皇10年（ユリウス暦672年1月9日） - 大友皇子が即位し39代・弘文天皇に
- 嘉永6年（グレゴリオ暦1854年1月3日） - ロシア使節エフィム・プチャーチンが再来。長崎で幕府と国境・通商について協議
- 安政5年（グレゴリオ暦1859年1月8日） - 長州藩の吉田松陰が投獄
- 慶応2年（グレゴリオ暦1867年1月10日） - 徳川慶喜が将軍に就任

## 誕生日
- 安永3年（グレゴリオ暦1775年1月6日） - 伊達斉村、仙台藩主（+ 1796年）
- 文久3年（グレゴリオ暦1864年1月13日） - 岸田俊子、女権拡張運動家･作家（+ 1901年）

## 忌日
- 崇神天皇68年（ユリウス暦前31年12月5日） - 崇神天皇、10代天皇
- 天文4年（ユリウス暦1535年12月29日） - 松平清康、武将（* 1511年）
- 万延元年（グレゴリオ暦1861年1月15日） - ヘンリー・ヒュースケン、タウンゼント・ハリスの通訳。攘夷派に暗殺された（* 1832年）